# Just Like You (Three Days Grace)
Just Like You è il secondo singolo del gruppo musicale canadese Three Days Grace, estratto dall'omonimo album del gruppo. Come il singolo d'esordio della band, anche questo è stato scritto da Adam Gontier.

## Video musicale
Del singolo è stato pubblicato anche un videoclip musicale che mostra i componenti del gruppo mentre suonano in una stanza piena di strane figure dalle sembianze umane, che hanno il viso coperto da maschere gialle o delle uniformi di colore blu scuro.

## Tracce
1. Just Like You
2. Let You Down
3. I Hate Everything About You (versione acustica)

## Formazione
- Adam Gontier - voce, chitarra ritmica
- Barry Stock - chitarra solista
- Brad Walst - basso
- Neil Sanderson - batteria, cori

## Classifiche
| Classifiche 2004                        | Posizione massima |
| --------------------------------------- | ----------------- |
| US Billboard Hot 100                    | 55                |
| US Billboard Hot Mainstream Rock Tracks | 1                 |
| US Billboard Alternative Songs          | 1                 |